# Misha Mullov-Abbado
Misha Mullov-Abbado (* 31. Januar 1991) ist ein italienischer Jazzmusiker (Kontrabass, Komposition).

## Leben und Wirken
Mullov-Abbado, dessen Eltern der Dirigent Claudio Abbado und die Geigerin Viktoria Mullova sind, wurde von seiner Mutter, bei der er aufwuchs, aber auch von seinem Vater musikalisch gefördert. Mit fünf Jahren begann er mit dem Klavierspiel; auf der Schule lernte er mit sieben Jahren zunächst Horn, um dann mit 20 Jahren zum Bass zu wechseln. Ab dem zwölften Lebensjahr komponierte er. Nach der Ausbildung am Gonville and Caius College in Cambridge studierte er im Jazzstudiengang der Royal Academy of Music in London bei Jasper Høiby, Tom Herbert und Jeremy Brown.
Während seines Abschlussjahres gründete Mullov-Abbado in Großbritannien seine eigene Band, mit der er 2015 das Album New Ansonia auf Edition Records  vorlegte. In größerer Besetzung folgte 2017 das Album Cross-Platform Interchange. Daneben arbeitete er mit dem Patchwork Jazz Orchestra, einer Bigband, deren andere Musiker er über die Musikhochschule kennengelernt hat (wobei sich alle gegenseitig mit Gastspielen in ihren jeweiligen Ensembles unterstützen); 2017 wurde dessen Album The Adventures of Mr Pottercakes eingespielt; 2020 entstand während der Quarantäne der COVID-19-Pandemie The Light That Shines. Im selben Jahr erschien mit seiner regulären Band das Album Dream Circus, auf dem Themen von Charles Mingus auf Cool Jazz, Balkanmusik, Filmmusik, aber auch klassische Kammermusik treffen. 2024 veröffentlichte er gemeinsam mit der Sängerin und Geigerin Alice Zawadzki und dem Pianisten Fred Thomas bei ECM Records das Album Za Górami, das Folk-Idiome sephardischer, englischer, polnischer und anderer Herkunft mit frei fließendem Zusammenspiel und beweglichen Strukturen verbindet.
Weiterhin war er im Duo mit seiner Mutter unterwegs, aber auch mit dem Folksänger Sam Lee. Zudem arbeitete er mit Musikern wie Stan Sulzmann, Nessi Gomes oder Liam Dunachie zusammen. In Italien tritt er zudem mit der Gruppe Zirobop auf, mit der er zwei Alben eingespielt hat. Er ist auch auf Alben von Julia Gelpke, Cosmo Sheldrake, Nick Barbachano, Ayla Schafer und Peter Jones zu hören. 
Der Kompositionsstil von Mullov-Abbado ist von verschiedenen Strömungen des Jazz, aber auch von klassischen Traditionen und Popmusik beeinflusst. Er komponierte und arrangierte auch für andere Jazz-Ensembles und Musiker verschiedener Genres wie Viktoria Mullova, Thomas Larcher oder das London Schools Symphony Orchestra.

## Preise und Auszeichnungen
Mullov-Abbado gewann bereits 2014 mit seiner Band den Kenny Wheeler Jazz Prize. Im Folgejahr erhielt er den Darkworth Prize 2015 für seine Jazz-Komposition Misha und mit dem Patchwork Jazz Orchestra den Peter Whittingham Award. 2017 wurde er zum BBC Radio 3 New Generation Artist ernannt.